# Mimastra platteeuwi
Mimastra platteeuwi es una especie de insecto coleóptero de la familia Chrysomelidae.
Fue descrita científicamente en 1890 por Duvivier.